# 阿列克西·哈尔琴科
阿列克西·安德里約維奇·哈尔琴科（羅馬化：Oleksii Andriyovych Kharchenko；1987年9月11日—），烏克蘭政治人物，自2025年4月17日起擔任盧甘斯克州州長。